# Dottighofen
Dottighofen ist ein Weiler im Landkreis Breisgau-Hochschwarzwald in Baden-Württemberg. Er gehört zur Gemarkung von Biengen, einer bis 1972 selbständigen Gemeinde und heutigem Ortsteil der Stadt Bad Krozingen.

## Geografie
Der Weiler Dottighofen liegt im Breisgau, etwa 16 Kilometer südwestlich von Freiburg und 2,5 Kilometer nordwestlich des Stadtzentrums von Bad Krozingen. Das am Schauinsland entspringende Flüsschen Neumagen trennt Dottighofen von Biengen. Der begradigte Fluss hat hier nach Eintritt in die Oberrheinebene nur noch wenig Gefälle aufzuweisen. Der Weiler besteht aus einem Bauernhof, einigen Wohnhäusern und einer Kapelle mit Friedhof. Unmittelbar nordwestlich schließt der 1975 eingeweihte Fußballplatz des SV Biengen an.

## Geschichte
Der Ort bestand vermutlich seit dem 8. Jahrhundert. Von der Burg Dottighofen ist nichts mehr erhalten. Im Jahr 853 wurde Dottighofen anlässlich einer Schenkung an das Kloster Lorsch im Lorscher Codex urkundlich erwähnt.

### Kapelle
Die St.-Jergen-Kapelle in Dottighofen besteht in ihrer heutigen Form seit dem Anfang des 17. Jahrhunderts. Noch Mitte des 19. Jahrhunderts wurde hier am Georgstag (23. April) der Ross-Segen erteilt. Heute dient die Kirche dem Dorf Biengen als Friedhofskapelle.

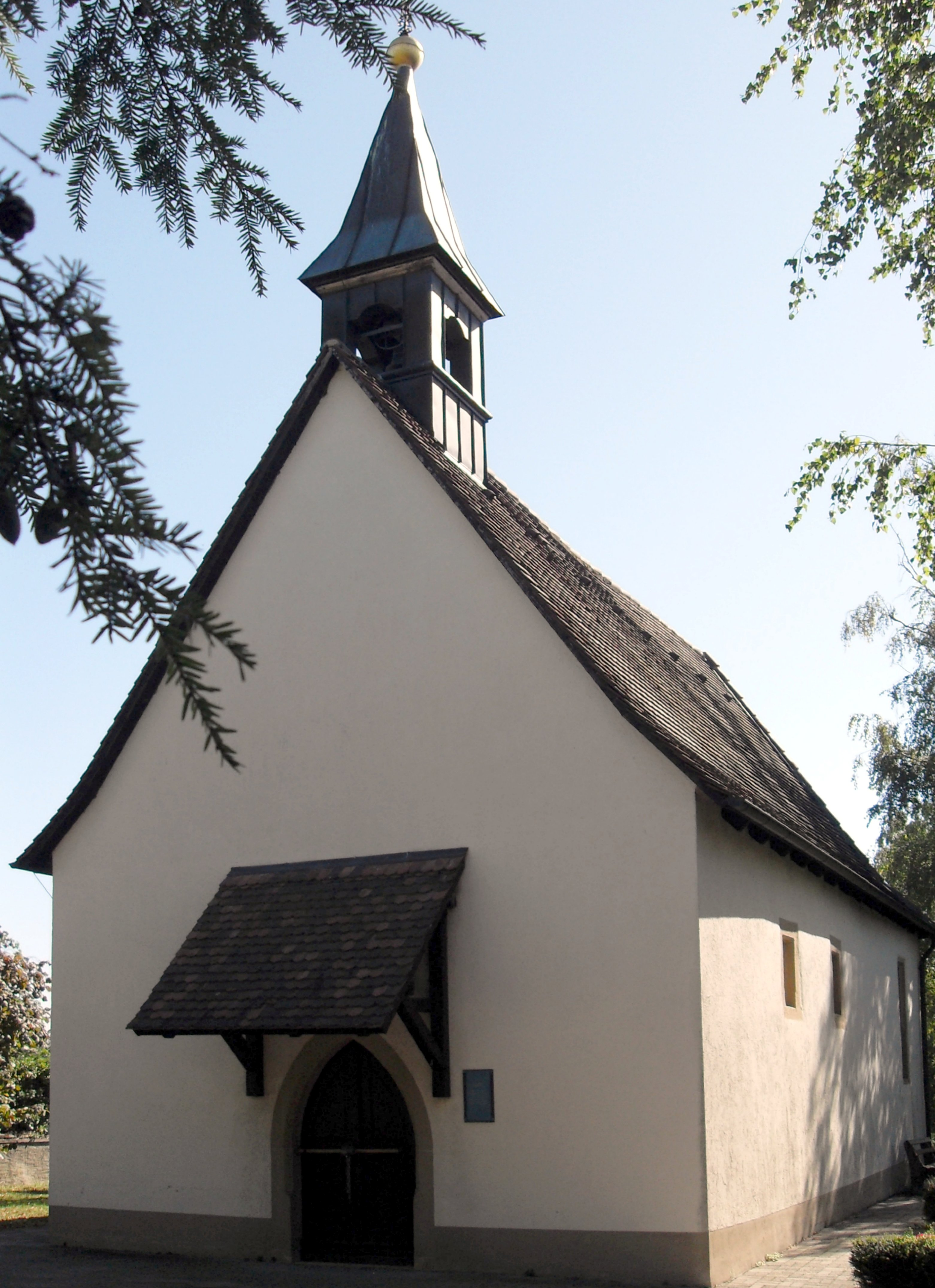
St. Jergen, Westseite
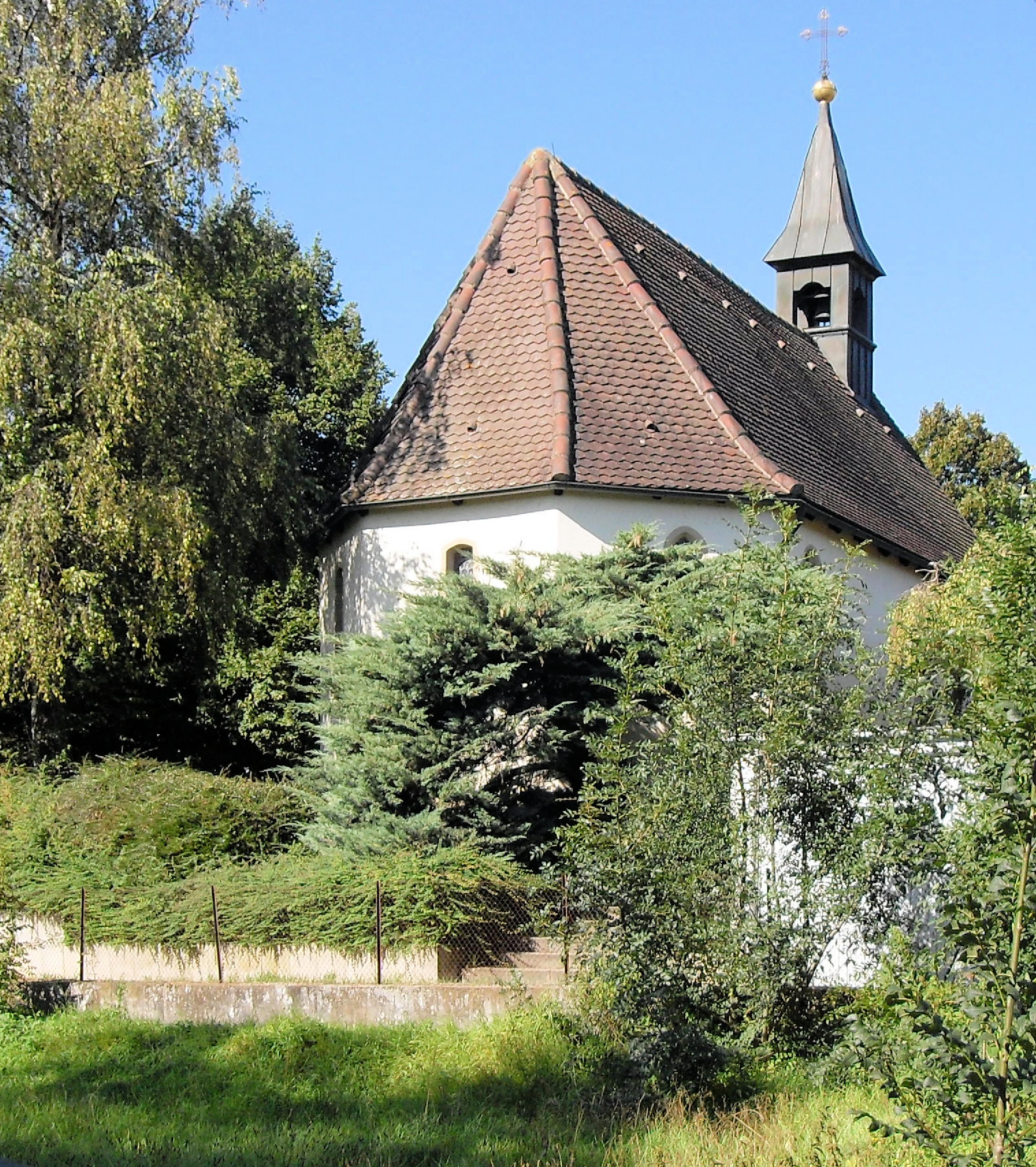
St. Jergen, Ostseite

## Belege
1. ↑  Alfons Zettler, Thomas Zotz: Die Burgen im mittelalterlichen Breisgau. Halbband 1: A–K, Nördlicher Teil (= Archäologie und Geschichte. Freiburger Forschungen zum ersten Jahrtausend in Südwestdeutschland. Heft 14). Thorbecke, Ostfildern 2003, ISBN 3-7995-7364-X, S. 19–22.
2. ↑  Karl Josef Minst [Übers.]: Lorscher Codex (Band 4), Urkunde 2697, 13. Februar 853 – Reg. 3373. In: Heidelberger historische Bestände – digital. Universitätsbibliothek Heidelberg, S. 208, abgerufen am 2. Mai 2018.
3. ↑  Schautafel am Eingang der Kapelle.